# Oberstinzel
Oberstinzel és un municipi francès, situat al departament del Mosel·la i a la regió del Gran Est. L'any 2007 tenia 303 habitants.

## Demografia

### Població
El 2007 la població de fet d'Oberstinzel era de 303 persones. Hi havia 96 famílies, de les quals 16 eren unipersonals (4 homes vivint sols i 12 dones vivint soles), 32 parelles sense fills, 44 parelles amb fills i 4 famílies monoparentals amb fills.
La població ha evolucionat segons el següent gràfic:
Habitants censats

### Habitatges
El 2007 hi havia 125 habitatges, 106 eren l'habitatge principal de la família, 5 eren segones residències i 14 estaven desocupats. 108 eren cases i 17 eren apartaments. Dels 106 habitatges principals, 86 estaven ocupats pels seus propietaris, 14 estaven llogats i ocupats pels llogaters i 6 estaven cedits a títol gratuït; 3 tenien dues cambres, 5 en tenien tres, 21 en tenien quatre i 77 en tenien cinc o més. 94 habitatges disposaven pel capbaix d'una plaça de pàrquing. A 40 habitatges hi havia un automòbil i a 60 n'hi havia dos o més.

### Piràmide de població
La piràmide de població per edats i sexe el 2009 era:
| Homes | Edats   | Dones |
| ----- | ------- | ----- |
| 0     | 95 o +  | 0     |
| 0     | 90 a 94 | 0     |
| 4     | 85 a 89 | 0     |
| 0     | 80 a 84 | 8     |
| 8     | 75 a 79 | 8     |
| 4     | 70 a 74 | 4     |
| 0     | 65 a 69 | 0     |
| 4     | 60 a 64 | 0     |
| 4     | 55 a 59 | 8     |
| 16    | 50 a 54 | 4     |
| 8     | 45 a 49 | 16    |
| 4     | 40 a 44 | 4     |
| 20    | 35 a 39 | 12    |
| 16    | 30 a 34 | 16    |
| 8     | 25 a 29 | 16    |
| 4     | 20 a 24 | 0     |
| 4     | 15 a 19 | 4     |
| 16    | 10 a 14 | 8     |
| 16    | 5 a 9   | 20    |
| 0     | 0 a 4   | 24    |

## Economia
El 2007 la població en edat de treballar era de 209 persones, 154 eren actives i 55 eren inactives. De les 154 persones actives 142 estaven ocupades (76 homes i 66 dones) i 12 estaven aturades (7 homes i 5 dones). De les 55 persones inactives 19 estaven jubilades, 15 estaven estudiant i 21 estaven classificades com a «altres inactius».

### Ingressos
El 2009 a Oberstinzel hi havia 108 unitats fiscals que integraven 324 persones, la mediana anual d'ingressos fiscals per persona era de 16.006 €.

### Activitats econòmiques
Dels 4  establiments que hi havia el 2007, 1 era d'una empresa de fabricació d'altres productes industrials, 2 d'empreses de construcció i 1 d'una empresa de transport.
L'únic servei als particulars que hi havia el 2009 era un guixaire pintor.
L'any 2000 a Oberstinzel hi havia 7 explotacions agrícoles.

## Equipaments sanitaris i escolars
El 2009 hi havia una escola elemental integrada dins d'un grup escolar amb les comunes properes formant una escola dispersa.

## Poblacions més properes
El següent diagrama mostra les poblacions més properes.